# Jan Warenycia
Jan Stefan Warenycia (ur. 1950) – polski reżyser radiowy. W przeszłości – aktor teatralny. Zagrał w dwóch sztukach reżysera Andrzeja Rozhina: w 1970 roku Obcego, w 1974 roku – Dworaka w sztuce Życie jawą. Jest autorem trzech książek: Amnezja, Benefis, Bąbel, czyli Powrót posła. Od 1981 roku pracował w Teatrze Polskiego Radia, reżyserował słuchowiska oraz dramaty. Od 1994 roku reżyseruje słuchowisko „W Jezioranach”.
Nagrody i odznaczenia
1997: nagroda Wydawnictwa Gutenberg-Print za reżyserię słuchowiska Odejście głodomora Tadeusza Różewicza wręczona na Festiwalu Słuchowisk Polskiego Radia w Bolimowie
2005: nagroda za reżyserię słuchowiska Matka Witkacego na V Festiwalu Teatru Polskiego Radia i Teatru TVP „Dwa teatry” w Sopocie
2010: Złoty Mikrofon Polskiego Radia
2015: Srebrny Krzyż Zasługi